# دبلیتسا
دبلیتسا (به صربی: Debelica) یک منطقهٔ مسکونی در صربستان است که در Knjaževac واقع شده‌است. دبلیتسا ۴۲۳ نفر جمعیت دارد.